# ديبي غود
ديبي غود (بالإنجليزية: Debbie Goad)‏ هي صحفية أمريكية، ولدت في 13 فبراير 1954 في بروكلين في الولايات المتحدة، وتوفيت في 20 يوليو 2000 في مقاطعة مولتنوماه في الولايات المتحدة بسبب سرطان المبيض.